# كاي ستيفن
كاي ستيفن (بالألمانية: Kai Steffen)‏ هو لاعب كرة قدم ألماني في مركز الوسط، ولد في 19 يونيو 1961 في هامبورغ في ألمانيا. لعب مع نادي هامبورغ.

## وصلات خارجية
- كاي ستيفن على موقع قاعدة بيانات كرة القدم.إي يو (الإنجليزية)
- كاي ستيفن على موقع بيانات كرة القدم. دي إي (الألمانية)
- كاي ستيفن على موقع عالم كرة القدم.نت (الإنجليزية)